# Lista över städer i Nordrhein-Westfalen
Det här är en lista över städer i Nordrhein-Westfalen.
| Stad                        | Distrikt (Kreis) 2006      | Stordistrikt (Regierungs- bezirk) 1996 | Stad sedan          | Folk- mängd 2006 |
| --------------------------- | -------------------------- | -------------------------------------- | ------------------- | ---------------- |
| Aachen                      | -                          | Köln                                   | 1138                | 257089           |
| Ahaus                       | Borken                     | Münster                                | före 1389           | 38345            |
| Ahlen                       | Warendorf                  | Münster                                | 1245                | 55276            |
| Alsdorf                     | Aachen                     | Köln                                   | 1950                | 46462            |
| Altena                      | Märkischer Kreis           | Arnsberg                               | 1367                | 20805            |
| Arnsberg                    | Hochsauerlandkreis         | Arnsberg                               | 1238                | 76643            |
| Attendorn                   | Olpe                       | Arnsberg                               | 1222                | 25102            |
| Bad Berleburg               | Siegen-Wittgenstein        | Arnsberg                               | 1257                | 20826            |
| Bad Driburg                 | Höxter                     | Detmold                                | före 1290           | 19514            |
| Bad Honnef                  | Rhein-Sieg-Kreis           | Köln                                   | 1863                | 25237            |
| Bad Laasphe                 | Siegen-Wittgenstein        | Arnsberg                               | 1277                | 15137            |
| Bad Lippspringe             | Paderborn                  | Detmold                                | 1445                | 15211            |
| Bad Münstereifel            | Euskirchen                 | Köln                                   | 1298                | 19007            |
| Bad Oeynhausen              | Minden-Lübbecke            | Detmold                                | 1860                | 53440            |
| Bad Salzuflen               | Lippe                      | Detmold                                | 1322                | 56301            |
| Bad Wünnenberg              | Paderborn                  | Detmold                                | 1333                | 12434            |
| Baesweiler                  | Aachen                     | Köln                                   | 1975                | 27995            |
| Balve                       | Märkischer Kreis           | Arnsberg                               | 1430                | 12554            |
| Barntrup                    | Lippe                      | Detmold                                | 1376                | 9575             |
| Beckum                      | Warendorf                  | Münster                                | 1231 ?              | 39375            |
| Bedburg                     | Rhein-Erft-Kreis           | Köln                                   | 1490-1826 1889      | 24861            |
| Bergheim                    | Rhein-Erft-Kreis           | Köln                                   | 1317                | 63509            |
| Bergisch Gladbach           | Rheinisch-Bergischer Kreis | Köln                                   | 1856                | 109966           |
| Bergkamen                   | Unna                       | Arnsberg                               | 1966                | 52329            |
| Bergneustadt                | Oberbergischer Kreis       | Köln                                   | 1302                | 20589            |
| Beverungen                  | Höxter                     | Detmold                                | 1417                | 15332            |
| Bielefeld                   | -                          | Detmold                                | 1287                | 328673           |
| Billerbeck                  | Coesfeld                   | Münster                                | 1318                | 11690            |
| Blomberg (Lippe)            | Lippe                      | Detmold                                | 1260                | 17859            |
| Bocholt                     | Borken                     | Münster                                | 1222                | 73117            |
| Bochum                      | -                          | Arnsberg                               | 1321                | 377996           |
| Bonn                        | -                          | Köln                                   | 1244                | 314020           |
| Borgentreich                | Höxter                     | Detmold                                | 1283-1323 1330      | 9720             |
| Borgholzhausen              | Gütersloh                  | Detmold                                | 1317                | 8899             |
| Borken, Nordrhein-Westfalen | Borken                     | Münster                                | 1226                | 41062            |
| Bornheim                    | Rhein-Sieg-Kreis           | Köln                                   | 1981                | 48744            |
| Bottrop                     | -                          | Münster                                | 1919                | 119655           |
| Barkel                      | Höxter                     | Detmold                                | ~1200               | 17791            |
| Breckerfeld                 | Ennepe-Ruhr-Kreis          | Arnsberg                               | 1396                | 9343             |
| Brilon                      | Hochsauerlandkreis         | Arnsberg                               | ~1220               | 27073            |
| Brühl (Rheinland)           | Rhein-Erft-Kreis           | Köln                                   | 1285                | 44010            |
| Bünde                       | Herford                    | Detmold                                | 1719                | 48300            |
| Büren, Tyskland             | Paderborn                  | Detmold                                | 1195                | 22300            |
| Burscheid                   | Rheinisch-Bergischer Kreis | Köln                                   | 1856                | 10439            |
| Castrop-Rauxel              | Recklinghausen             | Münster                                | 1926                | 77780            |
| Coesfeld                    | Coesfeld                   | Münster                                | 1197                | 36685            |
| Datteln                     | Recklinghausen             | Münster                                | 1936                | 36520            |
| Delbrück                    | Paderborn                  | Detmold                                | 1815                | 29979            |
| Detmold                     | Lippe                      | Detmold                                | 1265                | 73880            |
| Dinslaken                   | Wesel                      | Düsseldorf                             | 1273                | 72599            |
| Dormagen                    | Rhein-Kreis Neuss          | Düsseldorf                             | 1969                | 63558            |
| Dorsten                     | Recklinghausen             | Münster                                | 1251                | 81329            |
| Dortmund                    | -                          | Arnsberg                               | 1202                | 587830           |
| Drensteinfurt               | Warendorf                  | Münster                                | 1428                | 15043            |
| Drolshagen                  | Olpe                       | Arnsberg                               | 1477                | 12344            |
| Duisburg                    | -                          | Düsseldorf                             | 1100-talet          | 500914           |
| Dülmen                      | Coesfeld                   | Münster                                | 1304                | 47385            |
| Düren                       | Düren                      | Köln                                   | 1200-talet          | 93486            |
| Düsseldorf                  | -                          | Düsseldorf                             | 1288                | 576894           |
| Emmerich                    | Kleve                      | Düsseldorf                             | 1233                | 29276            |
| Emsdetten                   | Steinfurt                  | Münster                                | 1938                | 35386            |
| Enger                       | Herford                    | Detmold                                | 1719                | 20896            |
| Ennepetal                   | Ennepe-Ruhr-Kreis          | Arnsberg                               | 1949                | 33166            |
| Ennigerloh                  | Warendorf                  | Münster                                | 1976                | 20671            |
| Erftstadt                   | Rhein-Erft-Kreis           | Köln                                   | 1969                | 52170            |
| Erkelenz                    | Heinsberg                  | Köln                                   | 1326                | 45391            |
| Erkrath                     | Mettmann                   | Düsseldorf                             | 1966                | 48652            |
| Erwitte                     | Soest                      | Arnsberg                               | 1936                | 15894            |
| Eschweiler                  | Aachen                     | Köln                                   | 1858                | 55697            |
| Espelkamp                   | Minden-Lübbecke            | Detmold                                | 1959                | 27681            |
| Essen                       | -                          | Düsseldorf                             | 900-talet           | 584295           |
| Euskirchen                  | Euskirchen                 | Köln                                   | 1302                | 55120            |
| Frechen                     | Rhein-Erft-Kreis           | Köln                                   | 1951                | 48654            |
| Freudenberg, Westfalen      | Siegen-Wittgenstein        | Arnsberg                               | 1472                | 18615            |
| Fröndenberg                 | Unna                       | Arnsberg                               | 1952                | 23207            |
| Geilenkirchen               | Heinsberg                  | Köln                                   | 1484                | 28693            |
| Geldern                     | Kleve                      | Düsseldorf                             | 1231                | 34551            |
| Gelsenkirchen               | -                          | Münster                                | 1875                | 269281           |
| Gescher                     | Borken                     | Münster                                | 1969                | 17087            |
| Geseke                      | Soest                      | Arnsberg                               | ~1220               | 20943            |
| Gevelsberg                  | Ennepe-Ruhr-Kreis          | Arnsberg                               | 1886                | 33349            |
| Gladbeck                    | Recklinghausen             | Münster                                | 1919                | 77166            |
| Goch                        | Kleve                      | Düsseldorf                             | 1291                | 33673            |
| Greven                      | Steinfurt                  | Münster                                | 1949                | 35309            |
| Grevenbroich                | Rhein-Kreis Neuss          | Düsseldorf                             | 1311                | 64807            |
| Gronau (Westfalen)          | Borken                     | Münster                                | 1897                | 45845            |
| Gummersbach                 | Oberbergischer Kreis       | Köln                                   | 1857                | 54306            |
| Gütersloh                   | Gütersloh                  | Detmold                                | 1825                | 96258            |
| Haan                        | Mettmann                   | Düsseldorf                             | 1921                | 29370            |
| Hagen                       | -                          | Arnsberg                               | 1746                | 199657           |
| Halle (Westfalen)           | Gütersloh                  | Detmold                                | 1719                | 21721            |
| Hallenberg                  | Hochsauerlandkreis         | Arnsberg                               | före 1338           | 4669             |
| Haltern                     | Recklinghausen             | Münster                                | 1288                | 37982            |
| Halver                      | Märkischer Kreis           | Arnsberg                               | 1969                | 17593            |
| Hamm                        | -                          | Arnsberg                               | 1226                | 184556           |
| Hamminkeln                  | Wessel                     | Düsseldorf                             | 1995                | 27503            |
| Harsewinkel                 | Gütersloh                  | Detmold                                | 1937                | 24436            |
| Hattingen                   | Ennepe-Ruhr-Kreis          | Arnsberg                               | 1396                | 57668            |
| Heiligenhaus                | Mettmann                   | Düsseldorf                             | 1947                | 27728            |
| Heimbach                    | Düren                      | Köln                                   | ~1300-? 1959        | 4617             |
| Heinsberg                   | Heinsberg                  | Köln                                   | 1254                | 42716            |
| Hemer                       | Märkischer Kreis           | Arnsberg                               | 1936                | 38070            |
| Hennef                      | Rhein-Sieg-Kreis           | Köln                                   | 1981                | 44922            |
| Herdecke                    | Ennepe-Ruhr-Kreis          | Arnsberg                               | 1739                | 25807            |
| Herford                     | Herford                    | Detmold                                | 1170                | 65050            |
| Herne                       | -                          | Arnsberg                               | 1897                | 166093           |
| Herten                      | Recklinghausen             | Münster                                | 1936                | 65439            |
| Herzogenrath                | Aachen                     | Köln                                   | 1282-1815 1919-     | 47254            |
| Hilchenbach                 | Siegen-Wittgenstein        | Arnsberg                               | 1824                | 18181            |
| Hilden                      | Mettmann                   | Düsseldorf                             | 1861                | 56524            |
| Horn-Bad Meinberg           | Lippe                      | Detmold                                | 1970                | 18718            |
| Hörstel                     | Steinfurt                  | Münster                                | 1975                | 20843            |
| Horstmar                    | Steinfurt                  | Münster                                | 1297                | 6754             |
| Höxter                      | Höxter                     | Detmold                                | 1234                | 32662            |
| Hückelhoven                 | Heinsberg                  | Köln                                   | 1972                | 39607            |
| Hückeswagen                 | Oberbergischer Kreis       | Köln                                   | 1859                | 16633            |
| Hürth                       | Rhein-Erft-Kreis           | Köln                                   | 1978                | 57418            |
| Ibbenbüren                  | Steinfurt                  | Münster                                | 1721                | 50774            |
| Iserlohn                    | Märkischer Kreis           | Arnsberg                               | före 1278           | 97478            |
| Isselburg                   | Borken                     | Münster                                | 1441                | 11192            |
| Jülich                      | Düren                      | Köln                                   | 1238                | 33948            |
| Kaarst                      | Rhein-Kreis Neuss          | Düsseldorf                             | 1981                | 42193            |
| Kalkar                      | Kleve                      | Düsseldorf                             | 1246                | 14295            |
| Kamen                       | Unna                       | Arnsberg                               | 1248                | 48077            |
| Kamp-Lintfort               | Wesel                      | Düsseldorf                             | 1950                | 40535            |
| Kempen                      | Viersen                    | Düsseldorf                             | 1294                | 37468            |
| Kerpen                      | Rhein-Erft-Kreis           | Köln                                   | 1600                | 64095            |
| Kevelaer                    | Kleve                      | Düsseldorf                             | 1949                | 27882            |
| Kierspe                     | Märkischer Kreis           | Arnsberg                               | 1969                | 12292            |
| Kleve                       | Kleve                      | Düsseldorf                             | 1242                | 49622            |
| Köln                        | -                          | Köln                                   |                     | 975907           |
| Königswinter                | Rhein-Sieg-Kreis           | Köln                                   | 1845                | 43678            |
| Korschenbroich              | Rhein-Kreis Neuss          | Düsseldorf                             | 1981                | 33358            |
| Krefeld                     | -                          | Düsseldorf                             | 1373                | 239402           |
| Kreuztal                    | Siegen-Wittgenstein        | Arnsberg                               | 1969                | 31970            |
| Lage (Lippe)                | Lippe                      | Detmold                                | 1843                | 38448            |
| Langenfeld (Rheinland)      | Mettmann                   | Düsseldorf                             | 1948                | 58899            |
| Leichlingen                 | Rheinisch-Bergischer Kreis | Köln                                   | 1856                | 27524            |
| Lemgo                       | Lippe                      | Detmold                                | ~1190               | 42602            |
| Lengerich (Westfalen)       | Steinfurt                  | Münster                                | 1927                | 22487            |
| Lennestadt                  | Olpe                       | Arnsberg                               | 1969                | 27953            |
| Leverkusen                  | -                          | Köln                                   | 1930                | 162267           |
| Lichtenau, Westfalen        | Paderborn                  | Detmold                                | före 1350           | 11195            |
| Linnich                     | Düren                      | Köln                                   | 1395                | 13788            |
| Lippstadt                   | Soest                      | Arnsberg                               | 1260                | 72067            |
| Lohmar                      | Rhein-Sieg-Kreis           | Köln                                   | 1991                | 31235            |
| Löhne                       | Herford                    | Detmold                                | 1969                | 43161            |
| Lübbecke                    | Minden-Lübbecke            | Detmold                                | 1279                | 26263            |
| Lüdenscheid                 | Märkischer Kreis           | Arnsberg                               | 1278                | 80320            |
| Lüdinghausen                | Coesfeld                   | Münster                                | 1288                | 23946            |
| Lügde                       | Lippe                      | Detmolf                                | ~1240               | 11397            |
| Lünen                       | Unna                       | Arnsberg                               | 1279                | 90478            |
| Marienmünster               | Höxter                     | Detmold                                | 1970                | 5634             |
| Marl                        | Recklinghausen             | Münster                                | 1936                | 91297            |
| Marsberg                    | Hochsauerlandkreis         | Arnsberg                               | 1975                | 21935            |
| Mechernich                  | Euskirchen                 | Köln                                   | 1975                | 27234            |
| Meckenheim                  | Rhein-Sieg-Kreis           | Köln                                   | 1636                | 25400            |
| Medebach                    | Hochsauerlandkreis         | Arnsberg                               | 1144                | 8213             |
| Meerbusch                   | Rhein-Kreis Neuss          | Düsseldorf                             | 1970                | 55707            |
| Meinerzhagen                | Märkischer Kreis           | Arnsberg                               | 1765-1865 1964      | 21925            |
| Menden                      | Märkischer Kreis           | Arnsberg                               | 1288                | 59385            |
| Meschede                    | Hochsauerlandkreis         | Arnsberg                               | 1818                | 32218            |
| Mettmann                    | Mettmann                   | Düsseldorf                             | 1424                | 39100            |
| Minden                      | Minden-Lübbecke            | Detmold                                | 1080                | 82959            |
| Moers                       | Wesel                      | Düsseldorf                             | 1300                | 107682           |
| Mönchengladbach             | -                          | Düsseldorf                             | 1366                | 261645           |
| Monheim am Rhein            | Mettmann                   | Düsseldorf                             | 1960                | 42829            |
| Monschau                    | Aachen                     | Köln                                   | 1361                | 12995            |
| Mülheim an der Ruhr         | -                          | Düsseldorf                             | 1808                | 171264           |
| Münster                     | -                          | Münster                                | 1214                | 270406           |
| Netphen                     | Siegen-Wittgenstein        | Arnsberg                               | 2000                | 25638            |
| Nettetal                    | Viersen                    | Düsseldorf                             | 1970                | 42578            |
| Neuenrade                   | Märkischer Kreis           | Arnsberg                               | 1355                | 12401            |
| Neukirchen-Vluyn            | Wesel                      | Düsseldorf                             | 1981                | 29665            |
| Neuss                       | Rhein-Kreis Neuss          | Düsseldorf                             | 1100-talet          | 152633           |
| Nideggen                    | Düren                      | Köln                                   | 1313-1794 1926      | 10684            |
| Niederkassel                | Rhein-Sieg-Kreis           | Köln                                   | 1981                | 37388            |
| Nieheim                     | Höxter                     | Detmold                                | 1282                | 6991             |
| Oberhausen                  | -                          | Düsseldorf                             | 1874                | 218756           |
| Ochtrup                     | Steinfurt                  | Münster                                | 1949                | 20104            |
| Oelde                       | Warendorf                  | Münster                                | 1700-talet          | 29928            |
| Oer-Erkenschwick            | Recklinghausen             | Münster                                | 1953                | 30341            |
| Oerlinghausen               | Lippe                      | Detmold                                | 1926                | 17443            |
| Olfen                       | Coesfeld                   | Münster                                | 1800-talet          | 12227            |
| Olpe                        | Olpe                       | Arnsberg                               | 1311                | 26231            |
| Olsberg                     | Hochsauerlandkreis         | Arnsberg                               | 1975                | 15872            |
| Overath                     | Rheinisch-Bergischer Kreis | Köln                                   | 1975                | 27022            |
| Paderborn                   | Paderborn                  | Detmold                                | 1036                | 141730           |
| Petershagen                 | Minden-Lübbecke            | Detmold                                | ~1363               | 27104            |
| Plettenberg                 | Märkischer Kreis           | Arnsberg                               | 1397                | 28255            |
| Porta Westfalica            | Minden-Lübbecke            | Detmold                                | 1973                | 37968            |
| Preußisch Oldendorf         | Minden-Lübbecke            | Detmold                                | 1719                | 13484            |
| Pulheim                     | Rhein-Erft-Kreis           | Köln                                   | 1981                | 53309            |
| Radevormwald                | Oberbergischer Kreis       | Köln                                   | 1363                | 25390            |
| Rahden                      | Minden-Lübbecke            | Detmold                                | 1973                | 16987            |
| Ratingen                    | Mettmann                   | Düsseldorf                             | 1276                | 91887            |
| Recklinghausen              | Recklinghausen             | Münster                                | ~1230               | 124253           |
| Rees                        | Kleve                      | Düsseldorf                             | 1228                | 22502            |
| Remscheid                   |                            | Düsseldorf                             | 1808                | 116263           |
| Rheda-Wiedenbrück           | Gütersloh                  | Detmold                                | 1970                | 46329            |
| Rhede                       | Borken                     | Münster                                | 1975                | 19142            |
| Rheinbach                   | Rhein-Sieg-Kreis           | Köln                                   | 1342                | 26273            |
| Rheinberg                   | Wesel                      | Düsseldorf                             | 1232                | 32080            |
| Rheine                      | Steinfurt                  | Münster                                | 1327                | 77052            |
| Rösrath                     | Rheinisch-Bergischer Kreis | Köln                                   | 2001                | 27095            |
| Rietberg                    | Gütersloh                  | Detmold                                | 1300-talet          | 30039            |
| Rüthen                      | Soest                      | Arnsberg                               | 1200                | 11308            |
| Salzkotten                  | Paderborn                  | Detmold                                | före 1300           | 24609            |
| Sankt Augustin              | Rhein-Sieg-Kreis           | Köln                                   | 1977                | 56110            |
| Sassenberg                  | Warendorf                  | Münster                                | före 1957           | 14430            |
| Schieder-Schwalenberg       | Lippe                      | Detmold                                | 1970                | 9451             |
| Schleiden                   | Euskirchen                 | Köln                                   | 1856                | 13957            |
| Schloss Holte-Stukenbrock   | Gütersloh                  | Detmold                                | 2003                | 26016            |
| Schmallenberg               | Hochsauerlandkreis         | Arnsberg                               | 1240                | 26516            |
| Schwelm                     | Ennepe-Ruhr-Kreis          | Arnsberg                               | 1496-1501 1590      | 29858            |
| Schwerte                    | Unna                       | Arnsberg                               | 1367                | 49961            |
| Selm                        | Unna                       | Arnsberg                               | 1977                | 27496            |
| Sendenhorst                 | Warendorf                  | Münster                                | 1323                | 13325            |
| Siegburg                    | Rhein-Sieg-Kreis           | Köln                                   | 1182                | 38855            |
| Siegen                      | Siegen-Wittgenstein        | Arnsberg                               | före 1170           | 104936           |
| Soest                       | Soest                      | Arnsberg                               | 1144                | 48534            |
| Solingen                    | -                          | Düsseldorf                             | 1424                | 163882           |
| Spenge                      | Herford                    | Detmold                                | 1969                | 15490            |
| Sprockhövel                 | Ennepe-Ruhr-Kreis          | Arnsberg                               | 1970                | 26132            |
| Stadtlohn                   | Borken                     | Münster                                | 1300-talet          | 20764            |
| Steinfurt                   | Steinfurt                  | Münster                                | 1975                | 34560            |
| Steinheim                   | Höxter                     | Detmold                                | 1275                | 13733            |
| Stolberg (Rheinland)        | Aachen                     | Köln                                   | 1856                | 58023            |
| Straelen                    | Kleve                      | Düsseldorf                             | 1428-1814 1928      | 15501            |
| Sundern                     | Hochsauerlandkreis         | Arnsberg                               | 1975                | 29543            |
| Tecklenburg                 | Steinfurt                  | Münster                                | 1338                | 9501             |
| Telgte                      | Warendorf                  | Münster                                | 1238                | 19528            |
| Tönisvorst                  | Viersen                    | Düsseldorf                             | 1979                | 30238            |
| Übach-Palenberg             | Heinsberg                  | Köln                                   | 1967                | 25436            |
| Unna                        | Unna                       | Arnsberg                               | 1278                | 68473            |
| Velbert                     | Mettmann                   | Düsseldorf                             | 1808                | 87299            |
| Versmold                    | Gütersloh                  | Detmold                                | 1719                | 21101            |
| Viersen                     | Viersen                    | Düsseldorf                             | 1856                | 76330            |
| Vlotho                      | Herford                    | Detmold                                | 1224-1451 1719      | 20035            |
| Voerde                      | Wesel                      | Düsseldorf                             | 1981                | 38580            |
| Waldbröl                    | Oberbergischer Kreis       | Köln                                   | 1957                | 19662            |
| Warburg                     | Höxter                     | Detmold                                | 1186                | 24294            |
| Warendorf                   | Warendorf                  | Münster                                | ~1200               | 38717            |
| Warstein                    | Soest                      | Arnsberg                               | 1287                | 28496            |
| Wassenberg                  | Heinsberg                  | Köln                                   | 1273-1814 1973      | 16868            |
| Wegberg                     | Heinsberg                  | Köln                                   | 1973                | 29492            |
| Werdohl                     | Märkischer Kreis           | Arnsberg                               | 1936                | 20434            |
| Werl                        | Soest                      | Arnsberg                               | 1246                | 32198            |
| Wermelskirchen              | Rheinisch-Bergischer Kreis | Köln                                   | 1873                | 36588            |
| Werne                       | Unna                       | Arnsberg                               | 1385                | 31900            |
| Werther                     | Gütersloh                  | Detmold                                | 1719                | 11460            |
| Wesel                       | Wesel                      | Düsseldorf                             | 1241                | 61711            |
| Wesseling                   | Rhein-Erft-Kreis           | Köln                                   | 1972                | 37178            |
| Wetter (Ruhr)               | Ennepe-Ruhr-Kreis          | Arnsberg                               | före 1355-1809 1909 | 29011            |
| Wiehl                       | Oberbergischer Kreis       | Köln                                   | 1971                | 26604            |
| Willebadessen               | Höxter                     | Detmold                                | 1318                | 8799             |
| Willich                     | Viersen                    | Düsseldorf                             | 1970                | 51939            |
| Winterberg                  | Hochsauerlandkreis         | Arnsberg                               | ~1250               | 14455            |
| Wipperfürth                 | Oberbergischer Kreis       | Köln                                   | 1222                | 23688            |
| Witten                      | Ennepe-Ruhr-Kreis          | Arnsberg                               | 1823                | 101165           |
| Wülfrath                    | Mettmann                   | Düsseldorf                             | 1827                | 22600            |
| Wuppertal                   | -                          | Düsseldorf                             | 1930                | 358601           |
| Würselen                    | Aachen                     | Köln                                   | 1924                | 37130            |
| Xanten                      | Wesel                      | Düsseldorf                             | 1228                | 21477            |
| Zülpich                     | Euskirchen                 | Köln                                   | före 1957           | 20155            |

## Lista över tidigare städer i Nordrhein-Westfalen
| Stad                                     | Distrikt (Kreis) 2006      | Stordistrikt 1996 | Stad sedan-till     | Folk- mängd 2006 | Anmärkning                        |
| ---------------------------------------- | -------------------------- | ----------------- | ------------------- | ---------------- | --------------------------------- |
| Alpen                                    | Wesel                      | Düsseldorf        | 1354-               | 12.894           | blev kommun                       |
| Angermund                                | -                          | Düsseldorf        | 1856-1974           | 6.035            | blev del av Düsseldorf            |
| Anholt                                   | Borken                     | Münster           | 1349-1974           |                  | blev del av Isselburg             |
| Bad Fredeburg                            | Hochsauerlandkreis         | Arnsberg          | 1414-1709           | 4.062            | blev del av Schmallenberg         |
| Bad Godesberg                            | -                          | Köln              | 1935-1969           | 70.717           | blev del av Bonn                  |
| Barmen                                   | -                          | Düsseldorf        | 1808-1929           | 60.044           | blev del av Wuppertal             |
| Belecke                                  | Soest                      | Arnsberg          | 1296-1974           | 6.145            | blev del av Warstein              |
| Bensberg                                 | Rheinisch-Bergischer Kreis | Köln              | 1296-1974           |                  | blev del av Bergisch Gladbach     |
| Bergisch Neukirchen                      | -                          | Köln              | 1857-1974           |                  | blev del av Leverkusen            |
| Beuel                                    | -                          | Köln              | 1952-1969           | 65.952           | blev del av Bonn                  |
| Bevegern                                 | Steinfurt                  | Münster           | 1366-1856 -1974     | 4.500            | blev del av Hörstel               |
| Bigge-Olsberg                            | Hochsauerlandkreis         | Arnsberg          | 1969-1974           |                  | blev del av Olsberg               |
| Blankenberg                              | Rhein-Sieg-Kreis           | Köln              | 1245-1805           |                  | blev del av Hennef                |
| Blankenstein                             | Ennepe-Ruhr-Kreis          | Arnsberg          | 1966-1969           | 2.786            | blev del av Hattingen             |
| Bockum-Hövel                             | -                          | Arnsberg          | 1956-1974           | 35.624           | blev del av Hamm                  |
| Borgholz                                 | Höxter                     | Detmold           | 1295-1974           |                  | blev del av Borgentreich          |
| Borghorst                                | Steinfurt                  | Münster           | 1950-1974           |                  | blev del av Steinfurt             |
| Brackwede                                | -                          | Detmold           | 1956-1972           | 39.058           | blev del av Bielefeld             |
| Bredenborn                               | Höxter                     | Detmold           | 1332-1856 1929-1969 | 1.603            | blev del av Marienmünster         |
| Buer                                     | -                          | Münster           | 1911-1927           |                  | blev del av Gelsenkirchen         |
| Burg an der Wupper                       | -                          | Düsseldorf        | 1825-1974           |                  | blev del av Solingen              |
| Burgsteinfurt                            | Steinfurt                  | Münster           | 1347-1974           |                  | blev del av Steinfurt             |
| Burtscheid                               | -                          | Köln              | 1815-1896           |                  | blev del av Aachen                |
| Castrop                                  | Recklinghausen             | Münster           | 1470-1926           |                  | blev del av Castrop-Rauxel        |
| Cronenberg                               | -                          | Düsseldorf        | 1827-1929           | 22.057           | blev del av Wuppertal             |
| Deutz                                    | -                          | Köln              | 1230- 1806-1888     |                  | blev del av Köln                  |
| Dorp                                     | -                          | Düsseldorf        | 1856-1888           |                  | blev del av Solingen              |
| Dringenberg                              | Höxter                     | Detmold           | 1323-1974           |                  | blev del av Bad Driburg           |
| Dülken                                   | Viersen                    | Düsseldorf        | 1364-1969           | 20.617           | blev del av Viersen               |
| Ehrenfeld                                | -                          | Köln              | 1879-1888           |                  | blev del av Köln                  |
| Eiserfeld                                | Siegen-Wittgenstein        | Arnsberg          | 1966-1974           |                  | blev del av Siegen                |
| Elberfeld                                | -                          | Düsseldorf        | 1610-1929           | 66.461           | blev del av Wuppertal             |
| Eversberg                                | Hochsauerlandkreis         | Arnsberg          | 1242-1974           |                  | blev del av Meschede              |
| Freckenhorst                             | Warendorf                  | Münster           | 1714-1974           | 7.682            | blev del av Warendorf             |
| Bad Fredeburg                            | Hochsauerlandkreis         | Arnsberg          | 1362-1974           | 4.062            | blev del av Schmallenberg         |
| Freienohl                                | Hochsauerlandkreis         | Arnsberg          | 1368-1400-talet     |                  | blev del av Meschede              |
| Gehrden                                  | Höxter                     | Detmold           | 1319-1974           | 961              | blev del av Brakel                |
| Gemen                                    | Borken                     | Münster           | 1700-1969           |                  | blev del av Borken (Westfalen)    |
| Gemünd                                   | Euskirchen                 | Köln              | 1856                |                  | blev del av Schleiden             |
| Gerresheim                               | -                          | Düsseldorf        | före 1390-1909      | 27.881           | blev del av Düsseldorf            |
| Gräfrath                                 | -                          | Düsseldorf        | före 1845-1929      |                  | blev del av Solingen              |
| Hamborn                                  | -                          | Düsseldorf        | 1911-1929           | 72.591           | blev del av Duisburg              |
| Haspe                                    | -                          | Arnsberg          | 1873-1929           |                  | blev del av Hagen                 |
| Hasberge                                 | Minden-Lübbecke            | Detmold           | 1548-1972           |                  | blev del av Porta Westfalica      |
| Heessen                                  | -                          | Arnsberg          | 1964-1974           | 23.779           | blev del av Hamm                  |
| Herbede                                  | Ennepe-Ruhr-Kreis          | Arnsberg          | 1951-1974           | ~15.000          | blev del av Witten                |
| Hirschberg                               | Soest                      | Arnsberg          | 1308-1974           | 2.055            | blev del av Warstein              |
| Hitdorf                                  | Mettmann                   | Düsseldorf        | 1857-1960           | ~6.000           | blev del av Leverkusen            |
| Höhscheid                                | -                          | Düsseldorf        | före 1856-1929      |                  | blev del av Solingen              |
| Hörde                                    | -                          | Arnsberg          | 1340-1928           | 53.879           | blev del av Dortmund              |
| Hohenlimburg                             | -                          | Arnsberg          | 1903-1974           |                  | blev del av Hagen                 |
| Holten                                   | -                          | Düsseldorf        | 1309-1909           |                  | blev del av Oberhausen            |
| Homberg (Niederrhein)                    | -                          | Düsseldorf        | 1921-1974           | 15.480           | blev del av Duisburg              |
| Horn                                     | Lippe                      | Detmold           | 1248-1969           |                  | blev del av Horn-Bad Meinberg     |
| Horst                                    | -                          | Münster           | 1277-               |                  | blev del av Gelsenkirchen         |
| Hüttental                                | Siegen-Wittgenstein        | Arnsberg          | 1966-1974           |                  | blev del av Siegen                |
| Kaiserswerth                             | -                          | Düsseldorf        | före 1190-1929      | 7.712            | blev del av Düsseldorf            |
| Kaldenkirchen                            | Viersen                    | Düsseldorf        | 1856-1969           | 9.867            | blev del av Nettetal              |
| Kalk                                     | -                          | Köln              | 1877-1910           | 21.134           | blev del av Köln                  |
| Kallenhardt                              | Soest                      | Arnsberg          | 1297-               |                  | blev köping                       |
| Kaster                                   | Rhein-Erft-Kreis           | Köln              | 1328-1974           |                  | blev del av Bedburg               |
| Kettwig                                  | -                          | Düsseldorf        | 1328-1974           | 17.762           | blev del av Essen                 |
| Kleinenberg                              | Paderborn                  | Detmold           | 1249-1974           | 1.326            | blev del av Lichtenau (Westfalen) |
| Langenberg                               | Mettmann                   | Düsseldorf        | 1831-1974           |                  | blev del av Velbert               |
| Lechenich                                | Rhein-Erft-Kreis           | Köln              | 1279-1968           |                  | blev del av Erftstadt             |
| Lennep                                   | -                          | Düsseldorf        | före 1279-1928      | 26.335           | blev del av Remscheid             |
| Letmathe                                 | Märkischer Kreis           | Arnsberg          | 1935-1974           | 27.815           | blev del av Iserlohn              |
| Lüttringhausen                           | -                          | Düsseldorf        | 1856-1928           | 17.857           | blev del av Remscheid             |
| Linn                                     | -                          | Düsseldorf        | -1900               |                  | blev del av Krefeld               |
| Lobberich                                | Viersen                    | Düsseldorf        | 1964-1969           | 9.867            | blev del av Nettetal              |
| Meiderich                                | -                          | Düsseldorf        | 1894-1905           | 47.224           | blev del av Duisburg              |
| Mülheim am Rhein                         | -                          | Köln              | 1322-1914           | 40.728           | blev del av Köln                  |
| Neheim                                   | Hochsauerlandkreis         | Arnsberg          | 1358-1941           |                  | blev del av Neheim-Hüsten         |
| Neheim-Hüsten                            | Hochsauerlandkreis         | Arnsberg          | 1941-1974           |                  | blev del av Neheim-Hüsten         |
| Neviges                                  | Mettmann                   | Düsseldorf        | 1922-1974           | 20.454           | blev del av Velbert               |
| Niedermarsberg                           | Hochsauerlandkreis         | Arnsberg          | 1104-1974           |                  | blev del av Marsberg              |
| Obermarsberg                             | Hochsauerlandkreis         | Arnsberg          | ~820-1974           |                  | blev del av Marsberg              |
| Odenkirchen                              | -                          | Düsseldorf        | 1856-1929           | 20.053           | blev del av Rheydt                |
| Ohligs                                   | -                          | Düsseldorf        | före 1856-1929      |                  | blev del av Solingen              |
| Opladen                                  | -                          | Köln              | 1858-1974           | ~23.000          | blev del av Leverkusen            |
| Orsoy                                    | Wesel                      | Düsseldorf        | 1285-1974           |                  | blev del av Rheinberg             |
| Osterfeld                                | -                          | Düsseldorf        | 1921-1929           |                  | blev del av Oberhausen            |
| Peckelsheim                              | Höxter                     | Detmold           | 1318-1974           | ~2.000           | blev del av Willebadessen         |
| Porz                                     | -                          | Köln              | 1951-1974           | 19.844           | blev del av Köln                  |
| Ramsdorf                                 | Borken                     | Münster           | 1384-1623           | 19.844           | blev del av kommun Velen          |
| Rheda                                    | Gütersloh                  | Detmold           | 1355-1969           |                  | blev del av Rheda-Wiedenbrück     |
| Rheindahlen                              | -                          | Düsseldorf        | 1354-1921           | 27.215           | blev del av Mönchengladbach       |
| Rheinhausen                              | -                          | Düsseldorf        | 1934-1974           | 79.148           | blev del av Duisburg              |
| Rheydt                                   | -                          | Düsseldorf        | 1856-1974           |                  | blev del av Mönchengladbach       |
| Ronsdorf                                 | -                          | Düsseldorf        | 1745-1929           | ~22.500          | blev del av Wuppertal             |
| Ruhrort                                  | -                          | Düsseldorf        | 1473-1905           | 5.375            | blev del av Duisburg              |
| Schlüsselburg, Petershagen)Schlüsselburg | Minden-Lübbecke            | Detmold           | 1719-1973           | 600              | blev del av Petershagen           |
| Schötmar                                 | Lippe                      | Detmold           | 1921-1968           |                  | blev del av Bad Salzuflen         |
| Schwalenberg                             | Lippe                      | Detmold           | 1231-1467 1906-1969 |                  | blev del av Schieder-Schwalenberg |
| Schwaney                                 | Paderborn                  | Detmold           | 1344-               | ~3.000           | blev del av kommun Altenbeken     |
| Sennestadt                               | -                          | Detmold           | 1965-1972           | 21.418           | blev del av Bielefeld             |
| Steele                                   | -                          | Düsseldorf        | 1578-1929           | 17.297           | blev del av Essen                 |
| Sterkrade                                | -                          | Düsseldorf        | 1913-1929           |                  | blev del av Oberhausen            |
| Stromberg                                | Warendorf                  | Münster           | -1974               | ~4.700           | blev del av Oelde                 |
| Süchteln                                 | Viersen                    | Düsseldorf        | 1798-1969           |                  | blev del av Viersen               |
| Uerdingen                                | -                          | Düsseldorf        | ~1250-1929          | 18.507           | blev del av Krefeld               |
| Vörden                                   | Höxter                     | Detmold           | 1342-1803 1929-1969 | 1.337            | blev del av Marienmünster         |
| Vohwinkel                                | -                          | Düsseldorf        | 1921-1929           | 32.273           | blev del av Wuppertal             |
| Wachtendonk                              | Kleve                      | Düsseldorf        | 1343-1969           | 7.841            | blev kommun                       |
| Wald                                     | -                          | Düsseldorf        | 1856-1929           |                  | blev del av Solingen              |
| Walsum                                   | -                          | Düsseldorf        | 1958-1974           | 4.404            | blev del av Duisburg              |
| Wanne-Eickel                             | -                          | Arnsberg          | 1926-1974           |                  | blev del av Herne                 |
| Wattenscheid                             | -                          | Arnsberg          | 1876-1974           |                  | blev del av Bochum                |
| Werden                                   | -                          | Düsseldorf        | -1929               | 9.953            | blev del av Essen                 |
| Werth                                    | Borken                     | Münster           | 1426-1974           |                  | blev del av Isselburg             |
| Westerholt                               | Recklinghausen             | Münster           | 1938-1974           | 11.438           | blev del av Herten                |
| Westhofen                                | Unna                       | Arnsberg          | ~1300-1974          | ~6.000           | blev del av Schwerte              |
| Wevelinghoven                            | Rhein-Kreis Neuss          | Düsseldorf        | 1839-1974           | ~8.200           | blev del av Grevenbroich          |
| Wiedenbrück                              | Gütersloh                  | Detmold           | 1249-1969           |                  | blev del av Rheda-Wiedenbrück     |
| Wiesdorf                                 | -                          | Köln              | 1921-1930           |                  | blev del av Leverkusen            |
| Zons                                     | Rhein-Kreis Neuss          | Düsseldorf        | 1373-1974           | 5.405            | blev del av Dormagen              |